# 광화학

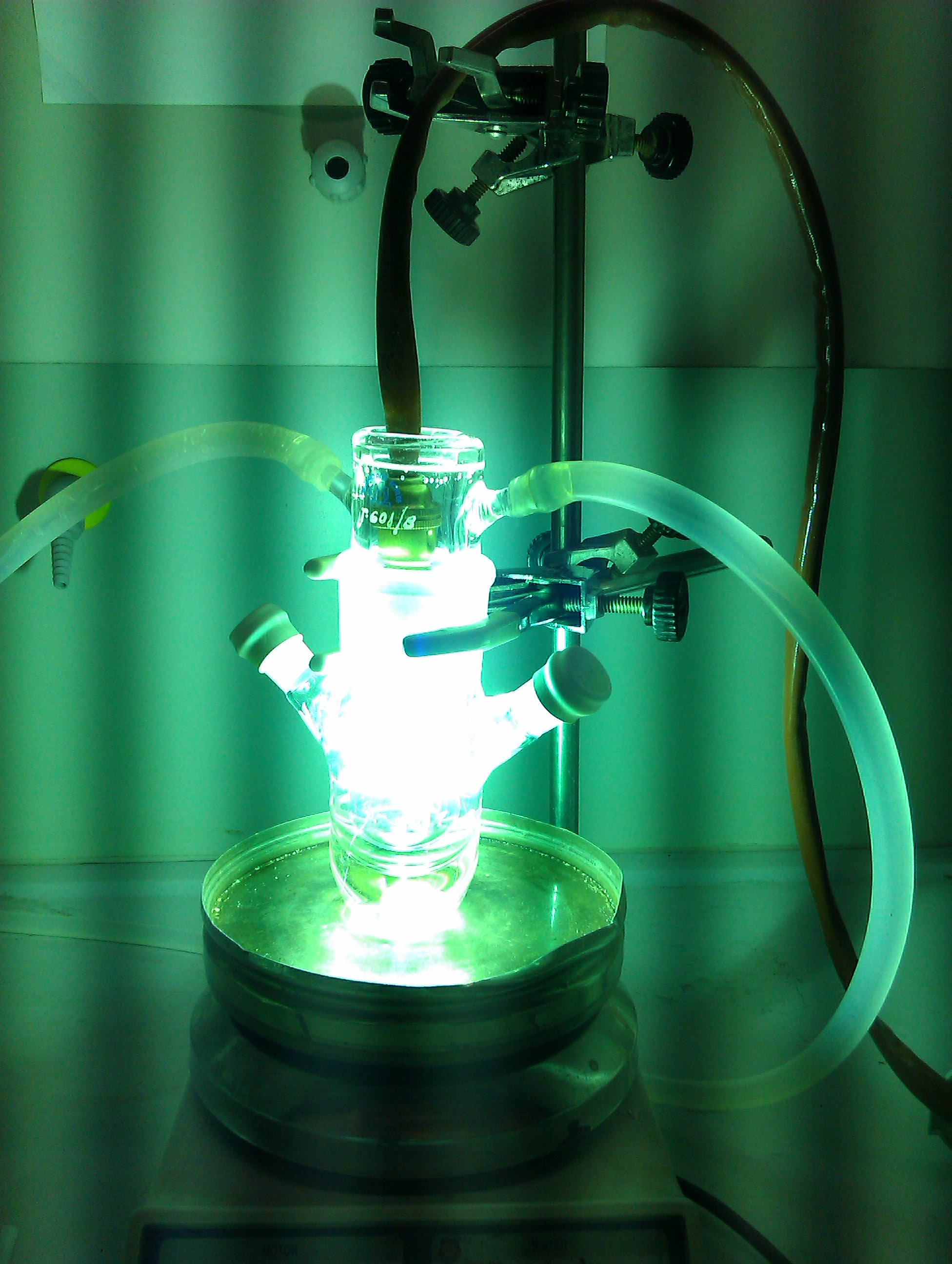

광화학(영어: photochemistry)은 빛을 쬐였을 때 일어나는 화학 반응을 연구하는 화학이다. 생체 내 이용으로는 광합성이 있으며, 산업적으로는 포토리소그래피 등에 이용된다. 광화학과 연관된 단어로 광화학계가 있으며, 분광화학과는 관련이 없다.
일반적으로 이 용어는 자외선(100~400nm의 파장), 가시광선(400~750nm), 적외선(750~2500nm)의 흡수에 의해 발생하는 화학반응을 설명하기 위해 사용된다.

## 같이 보기
- 광합성
- 명반응
- 광전 효과
- 광분해